# Ariel Farace
Ariel Farace (* 1982 in Lanús, Provinz Buenos Aires) ist ein argentinischer Schriftsteller, Schauspieler und Theaterregisseur.

## Werdegang
Farace studierte Dramaturgie an der EMAD (Escuela Metropolitana de Arte Dramático) und ist Mitbegründer des Künstlerkollektivs „Compañía Vilma Diamante“. Seine Werke wurden in Argentinien, Mexiko, Brasilien, Uruguay, Deutschland und Spanien aufgeführt.
Im Rahmen der Internationalen Schillertage 2007 wirkte er als Autor und Schauspieler an der deutsch-spanischen Inszenierung „La Libertad / Freiheit“ mit. Anlässlich der Semimontajes (dramatische Lesungen) des Goethe-Instituts Buenos Aires inszenierte er 2008 Anja Hillings Stück „Nostalgie 2175“.
Am 2. September 2011 wurde im Teatro Sarmiento in Buenos Aires sein Stück Ulises no sabe contar (dt. Ulysses kann nicht erzählen) uraufgeführt. Es greift auf Motive sowohl des Ulysses von James Joyce als auch der Homer’schen Odyssee zurück.
Farace erhielt für seine Arbeiten zahlreiche Preise, u. a. den Premio Fondo Nacional de las Artes und den Premio Armando Discépolo.

## Gedruckte Fassungen seiner Stücke (Auswahl)
- Reptilis ballare, Buenos Aires: Libros del Rojas 2002, ISBN 9871075146
- S/T, in: La luz interior, Buenos Aires: Teatro Vivo 2006, ISBN 9872167850